# Sonna Konaté
Pour les articles homonymes, voir Konaté.
Sonna Konaté est une économiste et femme politique guinéenne.

## Biographie et études
Diplômée de l’Université Gamal Abdel Nasser Conakry en sciences économiques en 1997.  
En 1999, elle bénéficie d’une formation en finances publiques à l’école nationale des régies financières (ENAREF) de Ouagadougou au Burkina Faso. 
De 2010 à 2011, elle prend des cours en communication en France. 

## Parcours professionnel
Elle a été chargée d’études au ministère de l’économie et des finances, direction nationale des investissements publics de 1999 à 2001.
Après deux ans en France, elle revient pour travailler en tant que conseillère chargée de mission à la présidence de la république de 2012 à 2014, elle est nommée auprès du Ministre directeur de cabinet puis conseillère à la présidence de la république chargée des relations extérieures auprès de la coordination nationale du Rassemblement du Peuple de Guinée (RPG-Arc-en-ciel). 
De 2014 à 2018, elle est cheffe de cabinet au ministère de l’industrie, des PME et de la promotion du secteur privé. 
De 2018 au 27 janvier 2021, elle est directrice générale de l’agence guinéenne de promotion des exportations (AGUIPEX).

## Ministre
Le 27 janvier 2021, le président Alpha Condé la nomme en tant que Ministre de la culture et du patrimoine historique dans le gouvernement Kassory II jusqu'à la chute du régime Condé le 5 septembre 2021.